# Richard Sampson
Richard Sampson (... – Eccleshall, 25 settembre 1554) è stato un compositore e vescovo anglicano inglese.
Fu vescovo di Chichester e di Coventry e Lichfield.

## Biografia
Studiò al Trinity Hall di Cambridge, alla Sorbonne e a Sens in Francia.Dopo la laurea in diritto canonico venne nominato, dal Cardinal Wolsey, vicario generale della diocesi di Tournai dove visse fino al 1517. Divenne poi decano a St. Stephen's, Westminster e poi della Cappella reale (1516), arcidiacono della Cornovaglia (1517) e prebendario di Newbold (1519). Dal 1522 al 1525 fu ambasciatore inglese presso la Corte di Carlo V. Fu poi decano a Windsor (1523), vicario a Stepney (1526) e prebendario alla St Paul's Cathedral ed a Lichfield oltre che arcidiacono a Suffolk (1529).
Essendo uomo fedele al sovrano e già avviato ad una brillante carriera ecclesiastica, divenne uno degli agenti di  Enrico VIII nel procedimento di divorzio reale, essendo poi premiato con il decanato di Lichfield nel 1533, il rettorato di Hackney (1534) e la tesoreria di  Salisbury (1535). L'11 giugno 1536 venne eletto vescovo di Chichester e come tale perseguì la politica scismatica di Enrico VIII anche se non sufficientemente da soddisfare l'arcivescovo Thomas Cranmer.
Il 19 febbraio 1543 venne trasferito alla diocesi di Coventry e Lichfield per autorità reale. Mantenne il ruolo di vescovo durante il regno di Edoardo VI, anche se Dodd dice che ne venne privato, per la sua slealtà avendo successivamente dichiarato la sua fedeltà al papa. Sia Godwin, lo scrittore anglicano, che John Pitts, studioso cattolico, convengono sulla sua abiura, ma tacciono sulla sua rimozione dall'incarico. Scrisse una Oratio in difesa della prerogativa regia (1533) e una spiegazione dei Salmi (1539-1548) e dell'Epistola di San Paolo ai romani (1546).
Morì ad Eccleshall in Staffordshire.